# Kljaz'ma

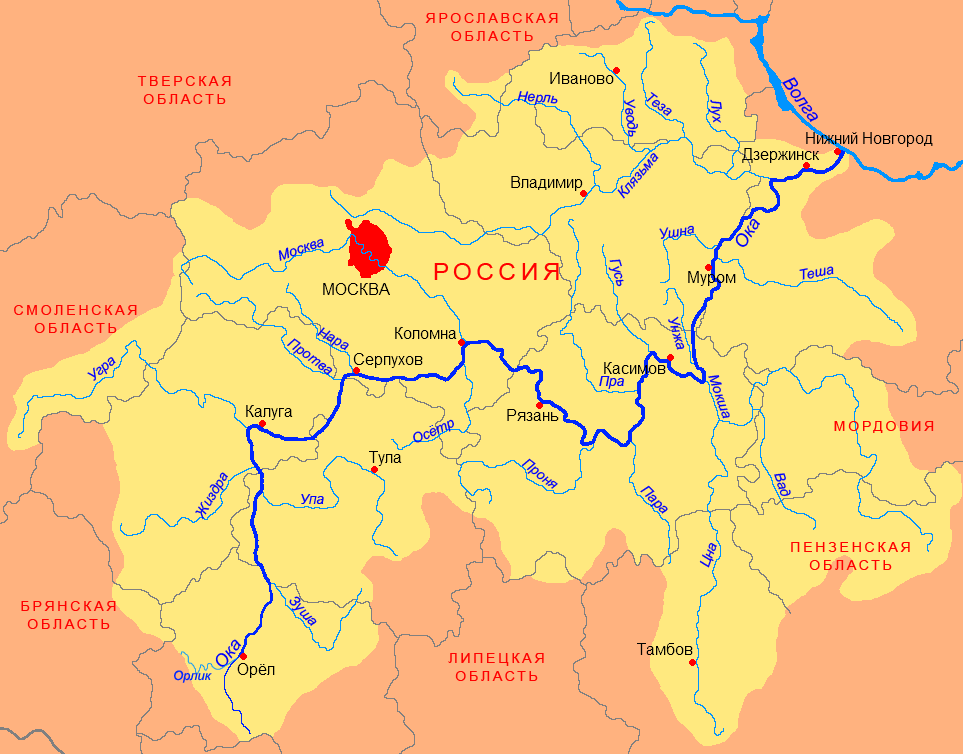
Bacino dell'Oka

La Kljaz'ma (in russo Клязьма?) è un fiume della Russia europea, il maggiore affluente alla sinistra orografica dell'Oka.

## Geografia
Nasce dalle Alture di Mosca vicino a Solnečnogorsk (Oblast' di Mosca) a poca distanza dalla capitale russa, e prende direzione est, bagnando gli importanti centri di Noginsk e Orechovo-Zuevo; successivamente entra nel territorio dell'oblast' di Vladimir, drenando le basse regioni paludose della Meščëra diell'oblast' di Vladimir, toccando, oltre al capoluogo dell'oblast', le città di Kovrov e Vjazniki.
Confluisce infine nell'Oka, all'incirca nei pressi del confine fra l'oblast' di Vladimir e quello di Nižnij Novgorod, alcune decine di chilometri a monte della grossa città industriale di Dzeržinsk. Il fiume ha una lunghezza di 686 km. L'area del suo bacino è di 42 500 km².
La Kljaz'ma riceve parecchi affluenti; i principali sono Luch, Teza, Uvod', Kiržač, Nerl', Pekša, Kolokša, Uča, Vorja da sinistra, Sudogda e Suvorošč' da destra. Il fiume è navigabile per circa 120 km a monte della foce; è comunque interessato da lunghi periodi di gelo, all'incirca dai primi di dicembre a fine marzo/metà aprile.